# Fuerza de Tareas 2
La Fuerza de Tareas 2 (FT 2) fue una de las 11 fuerzas de tareas creadas por la Armada Argentina por el Plan de Capacidades de la Armada de 1975, durante el terrorismo de Estado en Argentina en la década de 1970. Su unidad cabecera fue la Fuerza de Apoyo Anfibio de la Infantería de Marina.

## Historia
En noviembre de 1975, el Comando de Operaciones Navales de la Armada Argentina redactó el Plan de Capacidades de la Armada de 1975 (PLACINTARA/75) que establecía la creación de 11 fuerzas de tareas preparadas para incrementar la capacidad naval en la represión a nivel nacional. La Fuerza de Apoyo Anfibio (FAPA) —dependiente del Comando de la Infantería de Marina (COIM)— asumió como cabecera de la Fuerza de Tareas 2 (FT 2).
La FAPA estaba conformada por el Batallón de Infantería de Marina N.º 3, el Batallón de Vehículos Anfibios N.º 1, el Batallón Antiaéreo, el Batallón de Comunicaciones N.º 1 y la Agrupación de Comandos Anfibios. Cabe destacar que estas unidades también aportaron efectivos en comisión en otras fuerzas de tareas: FT 5, FT 6, FT 7, FT 8 y FT 9.

## Organización
La FT 2 fue integrada por las siguientes unidades:
- Fuerza de Apoyo Anfibio
- Fuerza de Infantería de Marina N.º 1
- Batallón de Infantería de Marina N.º 3
- Batallón de Vehículos Anfibios N.º 1
- Batallón Antiaéreo
- Batallón de Comunicaciones N.º 1
- Base Aeronaval Comandante Espora
- Escuela de Oficiales de la Armada

La Agrupación de Comandos Anfibios, dependiente de modo administrativo de la FAPA, pertenecía operativamente a la Fuerza de Tareas 6.